# Río Esmeraldas
Río Esmeraldas är ett vattendrag i Ecuador.   Det ligger i provinsen Esmeraldas, i den nordvästra delen av landet, 180 km nordväst om huvudstaden Quito.